# 笹木野站
笹木野站（日语：／ Sasakino eki */?）是位於福島縣福島市笹木野，屬於東日本旅客鐵道（JR東日本）的奧羽本線（位於愛稱為山形線區間內）車站。

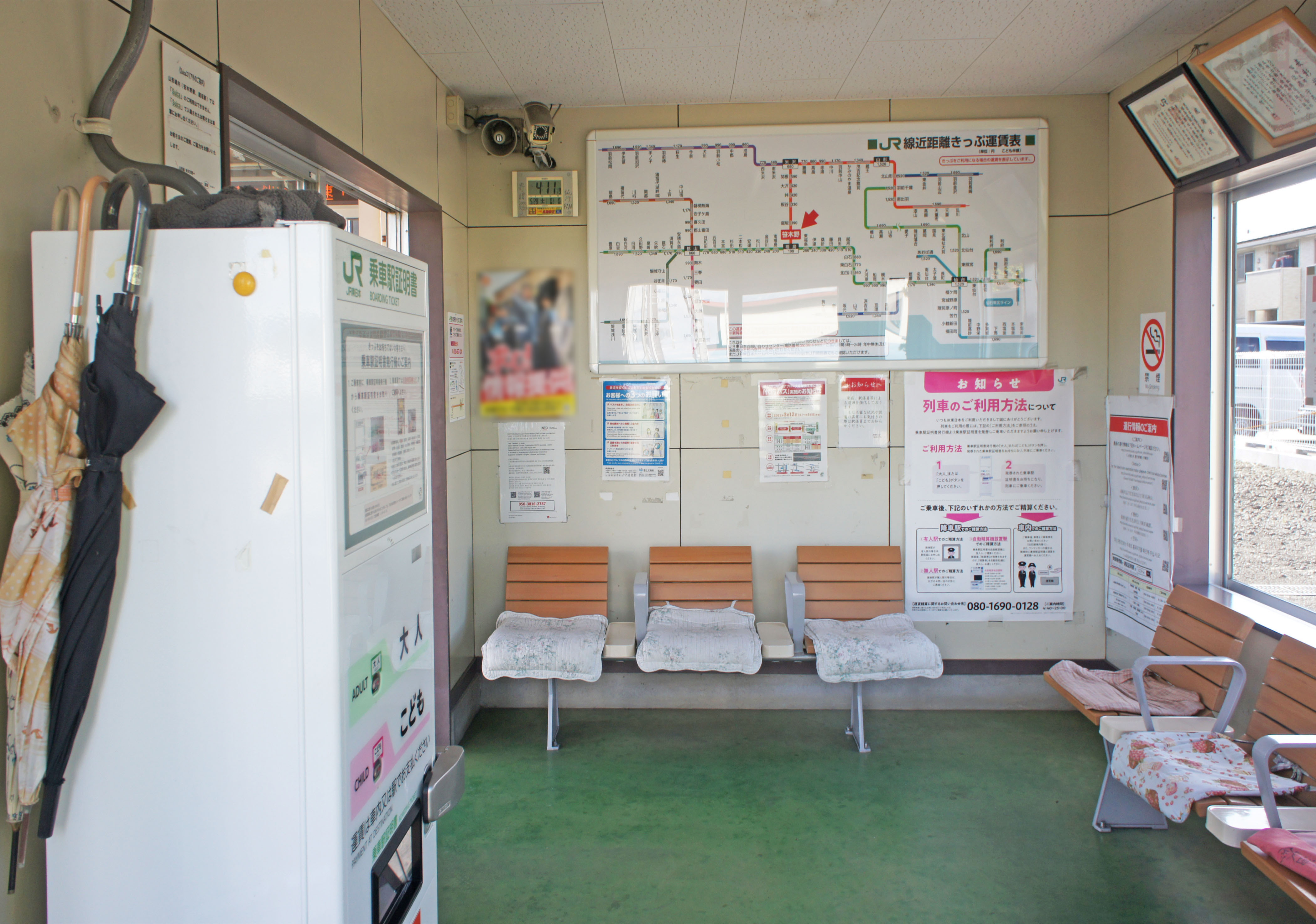
候車室内（2022年5月）

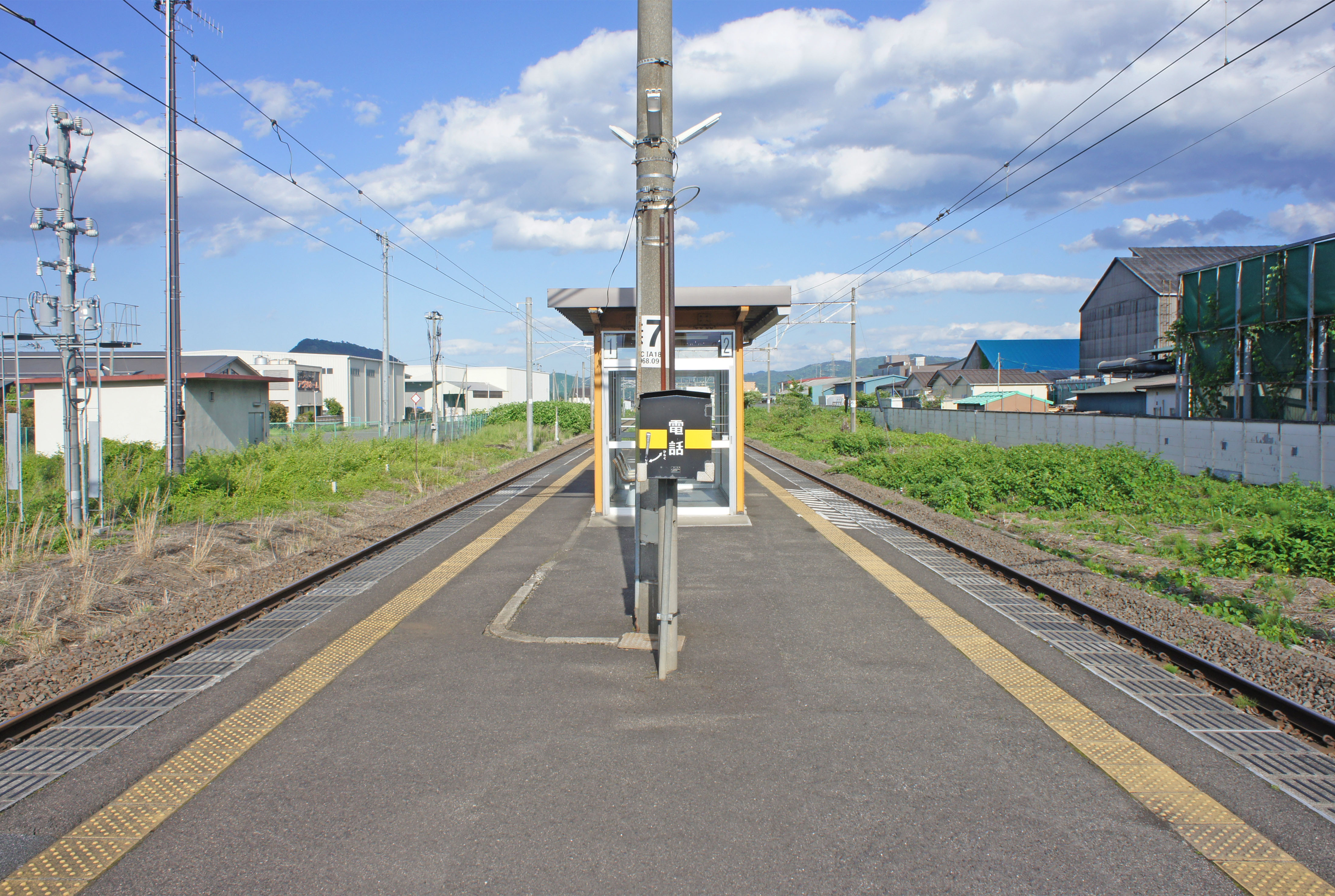
月台（2022年5月）

## 歷史
- 1919年（大正8年）8月15日：車站啟用。
- 1986年（昭和61年）11月1日：成為無人車站。
- 1987年（昭和62年）4月1日：伴隨國鐵分割民營化，車站由東日本旅客鐵道（JR東日本）營運。

## 車站構造
此站是地面車站，設有1面2線的島式月台。站房與月台之間透過跨線橋連接。此站是由郡山站負責管理的無人車站，其過去的舊木造站房已經拆毀，現時只設置簡易站房。站內只有候車室和簡易型自動售票機，而售票機已於2019年7月9日撤走，並換成乘車站證明票發行機。

### 月台
| 月台 | 路線    | 上下行 | 方向           |
| ---- | ------- | ------ | -------------- |
| 1    | ■山形線 | 上行   | 福島方向       |
| 2    | ■山形線 | 下行   | 山形、新庄方向 |

## 使用狀況
根據「福島縣」的資料，在2004年度1日平均乘車人次為110人。
| 乘車人次變化 | 乘車人次變化 |
| 年度         | 1日平均人次  |
| ------------ | ------------ |
| 2000         | 140          |
| 2001         | 132          |
| 2002         | 121          |
| 2003         | 112          |
| 2004         | 110          |

## 車站周邊
- 福島製鋼
- OKI Sympho-Tech 株式會社
- JA福島未來（日语：ふくしま未来農業協同組合）野田分店
- 八島田郵局
- 福島市立野田小學
- 福島市立野田中學
- 福島縣道70號福島吾妻裏磐梯線（日语：福島県道70号福島吾妻裏磐梯線）
- 福島縣道310號庭坂福島線（日语：福島県道310号庭坂福島線）
- 福島縣道311號八島田笹木野停車場線（日语：福島県道311号八島田笹木野停車場線）
- 國道13號（福島西道路）
- 東北自動車道吾妻停车区
- 福島警署（日语：福島警察署 (福島県)）八島田駐在所
- 福島交通「水口下」、「JA野田分店」巴士站
- 福島交通「笹木野站入口」巴士站（在庭坂街道上）

## 相鄰車站
東日本旅客鐵道（JR東日本）
■山形線（奧羽本線）
福島－笹木野－庭坂

## 注腳
1. 1 2  . 東日本旅客鉄道.   [2019-08-17]. （原始内容存档于2019-08-17） （日语）.
2. ↑  .   [2020-11-17]. （原始内容存档于2017-01-12）.

## 外部連結
- 車站資訊（笹木野）：東日本旅客鐵道（日語）